# Ruspolia brachixipha
Ruspolia brachixipha är en insektsart som först beskrevs av Ludwig Redtenbacher 1891.  Ruspolia brachixipha ingår i släktet Ruspolia och familjen vårtbitare. Inga underarter finns listade i Catalogue of Life.